# Guilde du jeu vidéo du Québec
 (décembre 2019).
 (décembre 2019).
Sa qualité peut être largement améliorée en utilisant un vocabulaire plus directement compréhensible.
La Guilde du jeu vidéo du Québec est le résultat de la fusion de l'Alliance numérique et de la Guilde des développeurs de jeux vidéo indépendants du Québec en janvier 2020. 
Plus grande coopérative de l'industrie vidéoludique (industrie du jeu vidéo) au niveau mondial[style à revoir], elle regroupe plus de 200 studios de jeux vidéo  ayant un siège social au Québec, qu’ils soient indépendants ou internationaux.

## Mission
La mission de la Guilde du jeu vidéo du Québec consiste à promouvoir l'industrie du jeu vidéo québécoise à l'échelle locale et internationale, tout en soutenant son développement en tant que pôle mondial.

## Vision et valeurs
La Guilde du jeu vidéo du Québec aspire à faire du Québec la référence internationale par la création d’un écosystème fort, pérenne et diversifié dans l’industrie du Jeu vidéo. Qualité de la main d’œuvre, formation, recrutement, diversité, créativité, innovation, soutien à l’entrepreneuriat, exportation, rayonnement et croissance des membres sont ses leitmotivs.
En plus d'adhérer à ces valeurs fondamentales en lien avec sa mission et vision, la Guilde du jeu vidéo du Québec promeut la coopération, l'ambition, l’audace, l’entraide et l’inclusion et incite ses membres à en faire de même.

## Statistiques
Selon l'étude The Canadian Video Game Industry 2019 de Nordicity et de l'Entertainment software association of Canada publiée en novembre 2019, les 219 studios présents au Québec emploient plus de 13 000 personnes pour des retombées économiques de près de 1 milliard de dollars. 
Plus de la moitié des développeurs canadiens de jeux vidéo se situent au Québec et la réputation des développeurs québécois est largement reconnue à l'échelle mondiale. 

## MEGA+MIGS
La Guilde organise le Montreal Expo Gaming Arcade (MEGA) — plus important événement de jeux vidéo B2C au Québec — et le Sommet International du Jeu de Montréal (MIGS) — l'un des plus grands événements B2B du domaine au Canada — qui se sont tenus pour une toute première fois conjointement du 16 au 19 novembre 2019.
Le MEGA+MIGS, une initiative sans précédent en B2B2C dans l'industrie canadienne, se déroule à Montréal et rassemble plus de 10 000 participants venus du monde entier. Il met en avant les plus récentes innovations de l'industrie, tout en favorisant les échanges entre le monde des jeux vidéo indépendants et les plus grands studios. L'événement offre au grand public l'opportunité de découvrir les nouvelles technologies et les jeux vidéo locaux, tandis que les principaux acteurs de l'industrie, tant nationaux qu'internationaux, se rassemblent pour discuter des opportunités et des défis, et établir de nouvelles relations d'affaires.
L'événement est présenté comme « un des plus grands rassemblements dans le domaine du jeu vidéo en Amérique du Nord, après des événements comme la Game Developers Conference de San Francisco ou le E3 de Los Angeles ». L'édition 2019 a été possible grâce à des partenaires tels que la Ville de Montréal, Tourisme Montréal, le ministère de l'Économie et de l'Innovation, Montréal International et Investissement Québec.

## Historique
En 1996, le Québec cherche à dynamiser le secteur des technologies et à offrir de nouvelles opportunités d'emploi à ses jeunes diplômés. Bernard Landry lance alors le crédit d’impôt (CTMM), une mesure qui a profondément transformé l'industrie du jeu vidéo au Québec. Non seulement la réputation du Québec est reconnue à l'échelle internationale dans l'industrie du jeu vidéo, mais il attire également désormais des sociétés spécialisées en intelligence artificielle et en effets spéciaux.
En plus de convaincre le géant français Ubisoft de s’installer à Montréal en 1997, cette mesure fiscale a ouvert la voie à une industrie florissante. Plus d’une cinquantaine de filières internationales reconnues dont Electronic Arts, Warner, Eidos, 2K, Google Stadia, Gameloft, ont choisi de s'installer au Québec. De plus, cette mesure a permis l'émergence de nombreux studios indépendants tels Behaviour, Red Barrels, Panache, Illogika, Outerminds et plusieurs autres.
L'Alliance numérique (Québec's Digital Industry Network en anglais) était un réseau regroupant près de 100 membres de l'industrie du jeu vidéo de toutes tailles présentes au Québec. Fondée en 2001, son siège social était situé à Montréal. La mission principale de l'Alliance numérique était de faire rayonner et de promouvoir les réalisations et la contribution de l'industrie du jeu vidéo auprès des médias, des décideurs gouvernementaux et du grand public.
La Guilde des développeurs de jeux vidéo indépendants du Québec était une coopérative à but non lucratif qui comptait près de 160 studios membres depuis avril 2016.  Sa mission était de promouvoir le succès des studios québécois dans le but d'assurer la prospérité et la durabilité de l'industrie. Elle cherchait à cultiver un environnement propice à l'innovation et aux réalisations des créateurs et entrepreneurs locaux. La Guilde avait pour objectif de démocratiser l'industrie du jeu vidéo et de promouvoir des produits entièrement développés au Québec.
Le 4 décembre 2019, lors d'une assemblée générale extraordinaire, les membres de la Coop La Guilde et les membres de l'Alliance numérique ont entériné leur fusion. Cette fusion a conduit à la création, à partir du 1er janvier 2020, d'une entité représentant unique dans le domaine du jeu vidéo au Québec. Cette nouvelle entité est devenue une référence mondiale dans le secteur du jeu vidéo.